# San Diego Museum of Art

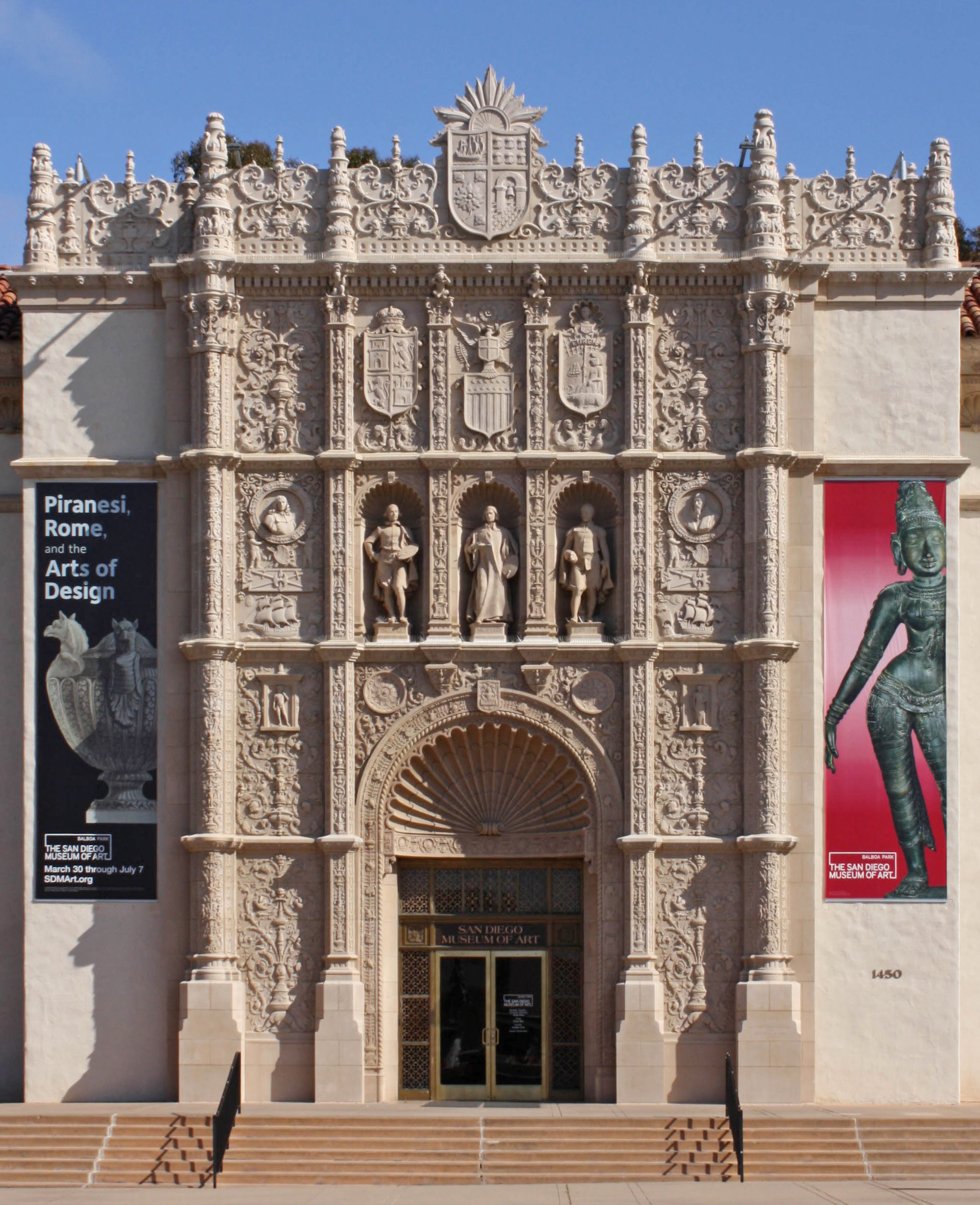
San Diego Museum of Art

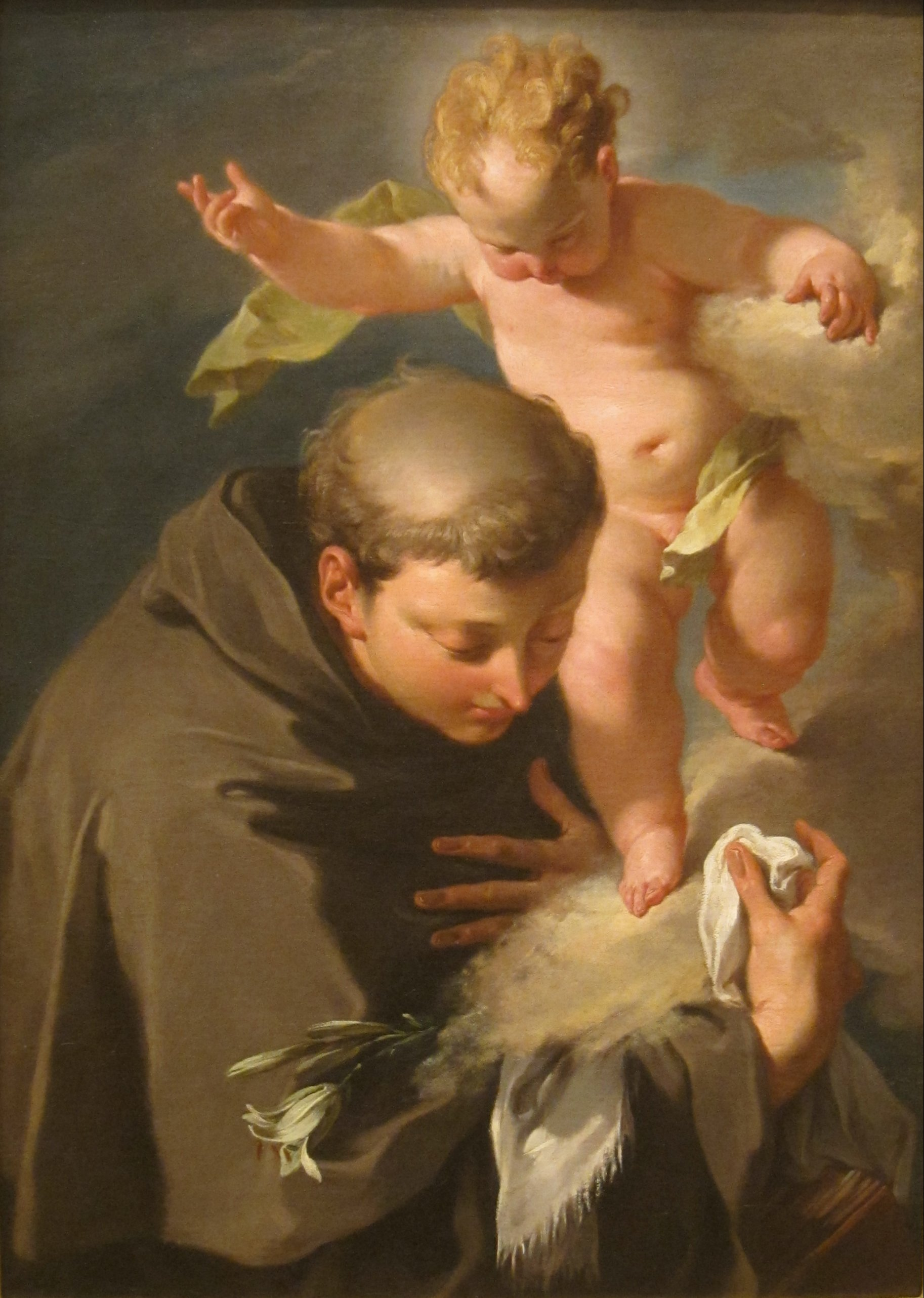
Visionen av St. Anthony av Giambattista Pittoni, 1730

San Diego Museum of Art är ett konstmuseum i San Diego i Kalifornien i USA.
San Diego Museum of Art, som ligger vid 1450 El Prado i Balboa Park, har en bred samling konst med störst tyngd i spansk konst och invigdes 1926. 

## Byggnaden
Museibyggnaden ritades av William Templeton Johnson och Robert W. Snyder.  Fasadens dominerande inslag är en rikt ornamenterad port, som är inspirerad av Universitetet i Salamanca. År 1966 gjordes en tillbyggnad med en flygel i väster och en skulpturgård, och 1974 tillkom en flygel i öster.

## Samlingarna
Museets samlingar har objekt från omkring år 5.000 före Kristus till nutid. Museets speciella profil är spanska konstverk av Murillo, Francisco de Zurbarán, Juan Sánchez Cotán, José Ribera och El Greco.  En stor del av museets äldre kollektion donerades av systrarna Anne, Amy, och Irene Putnam. Museets första större egna inköp var ett av systrarna Putnam finanierat köp 1939 av Francisco Goyas El Marques de Sofraga, som hade ingått i en privat samling och aldrig tidigare visats publikt. Året därpå köpte museet ett porträtt gjort av Giovanni Bellini. År 1941 köpte museet ett porträtt som Diego Velázquez målat av Infanta Margarita av Spanien, vilken troligen var en studie inför det större porträtt av henne som hänger i Wien.  Andra stora donatorer under museets 25 första år var Archer M. Huntington och paret Henry Timken, vars konstsamling finns i det närliggande Timken Museum of Art, öppnat 1965. År 2012 mottog museet 48 tyska expressionistiska målningar, teckningar och grafiska verk från Vance E. Kondon och hans fru Elisabeth Giesburger. Denna samling inkluderar verk av Otto Dix, Egon Schiele, Alexej von Jawlensky, Gabriele Münter och Gustav Klimt.
Museet har verk av italienarna Giorgione, Pittoni, Giotto, Veronese, Luini och Canaletto och nordeuropeerna Rubens, Hals och van Dyck.